# Shantanu Narayen
Shantanu Narayen (Hyderabad, 27 maggio 1963) è una dirigente d'azienda indiano-statunitense, presidente e CEO di Adobe Inc. dal dicembre 2007. In precedenza è stato dal 2005 presidente e direttore operativo (COO) della società.

## Biografia
Shantanu Narayen è nato nel maggio 1963 e cresciuto a Hyderabad, in India, in una famiglia indù di lingua telugu. È il secondo figlio di una madre che insegnava letteratura americana e di un padre che gestiva un'azienda di plastica. Ha frequentato la Hyderabad Public School.
Ha conseguito una laurea in ingegneria elettronica e delle comunicazioni presso l'University College of Engineering, Osmania University di Hyderabad. Si è trasferito negli Stati Uniti per completare la sua formazione e nel 1986 ha conseguito un master in informatica presso la Bowling Green State University in Ohio.  Successivamente ha ottenuto un MBA presso la Haas School of Business, Università della California, Berkeley.

## Carriera
Nel 1986 Narayen si unì a una start-up della Silicon Valley chiamata Measurex Automation Systems, che produceva sistemi di controllo computerizzato per clienti automobilistici ed elettronici. Successivamente si trasferì alla Apple, dove ricoprì posizioni dirigenziali dal 1989 al 1995.
Dopo Apple, è stato direttore dei prodotti desktop e di collaborazione per Silicon Graphics.  Nel 1996 ha co-fondato Pictra Inc., una società che ha aperto la strada al concetto di condivisione di foto digitali su Internet.

### Adobe
Narayen è entrato in Adobe nel 1998 come vicepresidente senior per lo sviluppo prodotti a livello mondiale, posizione che ha ricoperto fino al 2001. Dal 2001 al 2005 è stato vicepresidente esecutivo per i prodotti mondiali. Nel 2005 è stato nominato presidente e direttore operativo.
Nel dicembre 2007, Bruce Chizen si è dimesso dalla carica di CEO di Adobe; al suo posto è subentrato Narayen.

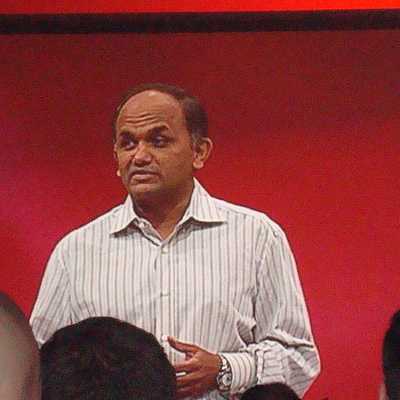
Shantanu Narayen nel 2007 a Chicago

In qualità di CEO, Narayen ha guidato la trasformazione dell'azienda, spostando i suoi franchise di software per documenti creativi e digitali - che includono programmi di punta come Photoshop, Premiere Pro e Acrobat/PDF - dal desktop al cloud. Inoltre, durante il suo mandato come CEO, Adobe è entrata nella categoria delle esperienze digitali, un'espansione iniziata con l'acquisizione di Omniture da parte dell'azienda nel 2009.
Nel 2018 Adobe ha superato i 100 miliardi di dollari di capitalizzazione di mercato ed è entrata per la prima volta nella lista Fortune 400.
 Nel 2018 si è anche classificata al 13º posto nell'elenco delle aziende più innovative di Forbes.
Nel 2011, Barack Obama lo ha nominato membro del suo Management Advisory Board. Narayen è il principale direttore indipendente nel consiglio di amministrazione di Pfizer e vicepresidente del Forum di partenariato strategico USA-India.

## Riconoscimenti e premi
Nel maggio 2011, Narayen ha ricevuto un dottorato onorario dalla sua alma mater, la Bowling Green State University. Nel 2018, Narayen si è classificato al 12º posto nell'elenco "Uomo d'affari dell'anno" di Fortune,  ed è stato considerato "Indiano globale dell'anno" nel 2018 da The Economic Times of India.  Nel 2019, ha ricevuto il premio Padma Shri dell'India.

## Vita privata
Narayen vive a Palo Alto, in California. Ha incontrato sua moglie Reni mentre era alla Bowling Green State University a metà degli anni '80; lei ha un dottorato in psicologia clinica. Hanno due figli.
Una volta lui rappresentò l'India in una regata asiatica. Insieme a Satya Nadella, ha anche investito nella Major League Cricket ospitata dall'American Cricket Enterprises (ACE).